# Religião na Namíbia
| Religião na Namíbia (2010) | Religião na Namíbia (2010) | Religião na Namíbia (2010) | Religião na Namíbia (2010) | Religião na Namíbia (2010) |
| -------------------------- | -------------------------- | -------------------------- | -------------------------- | -------------------------- |
|                            |                            |                            |                            |                            |
| Cristianismo               | Cristianismo               |                            | 97,5%                      | 97,5%                      |
| Irreligião                 | Irreligião                 |                            | 1,9%                       | 1,9%                       |
| Outras religiões           | Outras religiões           |                            | 0,6%                       | 0,6%                       |

De acordo com o Pew Forum a larga maioria do povo da Namíbia é seguidora do Cristianismo sendo esta a religião de 97,5% da população, seguem-se os irreligiosos, com 1,9% de adeptos, e 0,6% da população segue outras religiões.
A principal denominação do país é o Protestantismo, estimando-se que pelo menos 73,3% da população siga este ramo do Cristianismo, notadamente o Luteranismo.
A Igreja Católica na Namíbia congrega cerca de 23,7% da população, ou seja, cerca de 540.000 pessoas.

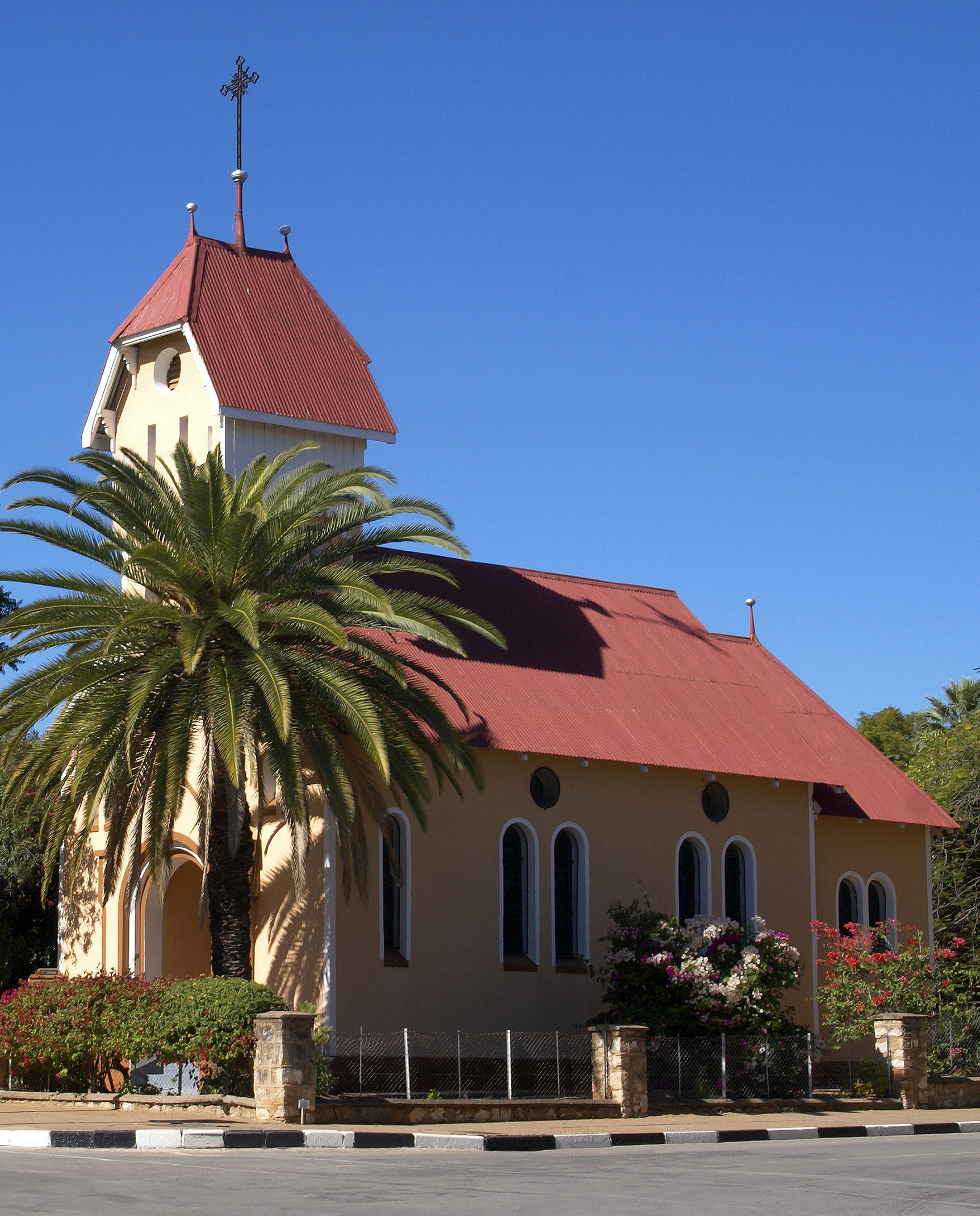
Igreja de Santa Bárbara, Tsumeb, Namibia